# Thomas Edmondes
Thomas Edmondes ou Thomas Edmonds, né en 1563 à Plymouth (Angleterre), et mort le 20 septembre 1639 à Albyns (Royaume-Uni) est un ambassadeur et négociateur anglais en France.

## Biographie
Protégé de Walsingham, au service d'Elizabeth Ire, de Jacques Ier et de Charles Ier, il est chargé de plusieurs missions à la cour de France et auprès du gouverneur des Pays-Bas, l'archiduc Albert. De 1618 à 1639, il est le Treasurer of the Household (« trésorier de la maison royale ») du Royaume. 
En 1601, il épouse Magdalen Wood (en), une messagère diplomatique et modiste anglaise. 
De ses lettres et de ses papiers a été composé l'ouvrage Vue historique des négociations entre les cours d'Angleterre, de France et de Bruxelles, de 1592 à 1617 de Samuel Birch, publié en 1749.